# BackTrack
BackTrack a fost o distribuție de Linux bazată Knoppix care s-a concentrat pe securitate, și utilizarea testelor de penetrare. A fost distribuită ca Live CD și este rezultatul unirii dintre WHAX și Auditor Security Collection. Are ca avantaj designul și structura modulară al distribuției SLAX ce permit utilizatorului includerea scripturilor, uneltelor sau kernel-urilor personalizate. În 2013, BackTrack devine Kali Linux.

## Trecut
WHAX, un nume derivat din White hat și SLAX, a fost o distribuție axată pe operațiuni de securitate. WHAX derivă din Whoppix, o distributie bazată pe Knoppix. Când Whoppix a ajuns la versiunea 4.0 pre-final, a fost redenumit ca Whax pentru a marca trecerea de pe Knoppix pe SLAX. Pregătit de Mati Aharoni, un consulent de securitate israelian, WHAX a fost gândit ca un software de testare a vulnerabilitaților rețelelor informatice.
Auditor Security Collection, creat de Max Moser, a fost de asemenea centrat pe teste de penetrare în rețelele informatice. Asemănarea cu WHAX in scopul si colectia de software instalat a fost o cauză parțială ce a dus la unirea celor două distribuții. Auditor avea o colectie de peste 300 de unelte pentru rezolvarea problemelor și fortificarea siguranței rețelelor.

## Prezent
BackTrack 2.0 final a fost lansat pe 6 martie 2007 și are implementat printre altele:
- Kernel 2.6.20
- Suport pentru schede wireless
- Majoritatea driverelor schedelor wireless suportă "raw packet injection"
- Framework Metasploit2 și Metasploit3
- Suport pentru input/output în limba japoneză pentru Hiragana / Katakana / Kanji.